# نيل ايمبلن
نيل ايمبلن (بالإنجليزية: Neil Emblen)‏ (19 يونيو 1971 في المملكة المتحدة - ) هو لاعب كرة قدم بريطاني في مركز الوسط. لعب مع تونبريدج أنغلز وكريستال بالاس ونادي ميلوول ونادي والسول ونورويتش سيتي ووايتاكيري يونايتد ووولفرهامبتون واندررز وSittingbourne F.C. ‏ وNew Zealand Knights FC ‏ وWestern Springs AFC ‏.

## وصلات خارجية
- نيل ايمبلن على موقع الاتحاد الدولي (مؤرشف)  (الإنجليزية)
- نيل ايمبلن على موقع قاعدة بيانات كرة القدم.إي يو (الإنجليزية)
- نيل ايمبلن على موقع Soccerbase.com (لاعب) (الإنجليزية)
- نيل ايمبلن على موقع عالم كرة القدم.نت (الإنجليزية)
- نيل ايمبلن على موقع أوليمبيديا (الإنجليزية)